# Настоящая любовь (телесериал)
Настоящая любовь (англ. True Love) — британский телевизионный сериал. Его премьера состоялась 17 июня 2012 года.

## Сюжет
Сериал состоит из пяти историй, которые объединены одной темой: поиском ответа на вопрос — что такое настоящая любовь и как отличить её от мимолетного увлечения. Герои живут в одном городе и попадают в разные ситуации, в которых им придется принимать тяжелые решения, а от них может зависеть все.

## Список серий
| Номер | Название | Дата выхода в эфир |
| ----- | -------- | ------------------ |
| 1     | «Ник»    | 17 июня 2012 года  |
| 2     | «Пол»    | 24 июня 2012 года  |
| 3     | «Холли»  | 1 июля 2012 года   |
| 4     | «Сандра» | 8 июля 2012 года   |
| 5     | «Адриан» | 15 июля 2012 года  |

## Интересные факты
- В сериале появляются Дэвид Теннант и Билли Пайпер, . Они появились в «Настоящей любви», но, правда, в разных сериях.
- Это первый крупный британский сериал, созданный при помощи импровизации. В сериале не было определенного сценария, только цель. В съемках участвовали актеры, которые прошли курс   интенсивной двухнедельной импровизации во время репетиционного периода.